# Adam Hicks
Adam Paul Nielson Hicks (Las Vegas, 28 novembre 1992) è un attore statunitense.

## Carriera
Hicks ha avuto un ruolo nella serie Titus, oltre a varie parti in film e serie TV, prima di prendere parte al film Come mangiare i vermi fritti. È apparso in seguito in Mostly Ghostly, insieme ad altre star di Disney Channel.
Nel 2009 ottiene il ruolo di Luther nella serie Zeke e Luther. Nell'aprile 2011 interpreta Wendell "Wen" Gifford in Lemonade Mouth. È stato co-protagonista della serie Coppia di re, sostituendo Mitchel Musso nel ruolo di Re Brady. Ha interpretato Jason Zimmer nel thriller Il ragazzo della porta accanto.
Hicks ha anche intrapreso una breve carriera musicale, incidendo una cover del brano di MC Hammer U Can't Touch This con la co-star di Zeke e Luther Daniel Curtis Lee. Il video musicale è stato trasmesso in anteprima il 29 giugno 2009 su Disney XD negli Stati Uniti, in Italia invece a ottobre dello stesso anno sul medesimo canale. Il suo nome d'arte è A-Plus. Ha inoltre inciso, sempre con Daniel Curtis Lee vari brani messi poi su YouTube e In The Summertime, con altre star di Disney XD come Mitchel Musso, Doc Shaw, Dylan e Cole Sprouse.
Inoltre, Hicks ha cantato con altri artisti come Coco Jones e Drew Seeley per comporre la colonna sonora della serie TV A tutto ritmo, canzoni che servono come base alle coreografie di Zendaya Coleman e Bella Thorne. Nel dicembre 2010 ha inciso un altro video musicale natalizia con Ryan Newman e il cast di Zeke e Luther.
Ha fatto un'altra canzone con Chris Brochu dal nome We Burnin' Up! fatta nel luglio 2011.

## Vita privata
Il 25 gennaio 2018 viene arrestato a Burbank (contea di Los Angeles) insieme alla fidanzata, l'attrice Danni Tamburro, per rapina a mano armata ai danni di diverse vittime. Nel luglio 2019 si dichiara non colpevole all’accusa di second-degree robbery e attempted second-degree robbery. A luglio 2021 viene condannato a cinque anni di carcere.

## Filmografia parziale
- Titus – serie TV, 18 episodi (2000-2002)
- The Funkhousers, regia di Frank Oz – film TV (2002)
- That Was Then – serie TV, episodio 1x01 (2002)
- Down and Derby , regia di Eric Hendershot (2005)
- The 12 Dogs of Christmas, regia di Kieth Merrill (2005)
- Shaggy Dog - Papà che abbaia... non morde (The Shaggy Dog), regia di Brian Robbins (2006)
- Come mangiare i vermi fritti (How to Eat Fried Worms), regia di Bob Dolman (2006)
- Mostly Ghostly, regia di Richard Correll (2008)
- Jonas L.A. (Jonas) – serie TV, 4 episodi (2010)
- Lemonade Mouth, regia di Patricia Riggen – film TV (2011)
- Zeke e Luther (Zeke & Luther) – serie TV, 80 episodi (2009-2012)
- Scherzi da star (PrankStars) – serie TV, 1 episodio (2012)
- Coppia di re (Pair of Kings) – serie TV, 19 episodi (2012-2013)
- Il ragazzo della porta accanto (The Boy Next Door), regia di Rob Cohen (2015)
- Texas Rising – miniserie TV (2015)
- Little Savages – film (2016)
- Freakish – Serie TV (2016-2017)
- Windsor – regia di Porter Farrell - film (2017)
- Shifting Gears – regia di Jason Winn – film (2018)

## Doppiatori italiani
- Gabriele Patriarca in Zeke e Luther, Jonas L.A., Coppia di Re, Il ragazzo della porta accanto
- Alessio De Filippis in Lemonade Mouth